# Donzy
Donzy település Franciaországban, Nièvre megyében. Lakosainak száma 1542 fő (2022. január 1.). Donzy Alligny-Cosne, Sainte-Colombe-des-Bois, Cessy-les-Bois, Colméry, Perroy, Pougny, Saint-Martin-sur-Nohain és Suilly-la-Tour községekkel határos.

## Népesség
A település népességének változása:
| Lakosok száma | 1602 | 1595 | 1617 | 1583 | 1578 | 1575 | 1571 | 1558 | 1542 |
|               | 2013 | 2015 | 2016 | 2017 | 2018 | 2019 | 2020 | 2021 | 2022 |